# Детективы с того света
«Детективы с того света» (англ. Dead Boy Detectives) — американский комедийно-драматический детективный телесериал о сверхъестественном, созданный Стивом Йоки на основе одноимённых персонажей одноимённой серии комиксов издательства DC Comics, разработанной Мэттом Вагнером и Нилом Гейманом. Премьера состоялась на Netflix 25 апреля 2024 года. В августе 2024 года сериал был отменён после одного сезона.

## Сюжет
Чарльз Роуленд и Эдвин Пейн после смерти решают остаться на земле и начинают работать вместе с ясновидящей. Вместе они разгадывают тайны для своих сверхъестественных клиентов, пока ведьма не начинает осложнять им жизнь.

## В ролях

### Основной состав
| Актёр           | Роль             |
| --------------- | ---------------- |
| Джордж Рекстрю  | Эдвин Пейн       |
| Джейден Реври   | Чарльз Роуленд   |
| Кассиус Нельсон | Кристал Палас    |
| Бриана Куоко    | Дженни Грин      |
| Рут Коннелл     | Ночная медсестра |
| Юю Китамура     | Нико Сасаки      |
| Дженн Лайон     | Эстер Финч       |

### Повторяющийся состав
| Актёр         | Роль            |
| ------------- | --------------- |
| Дэвид Яконо   | демон Дэвид     |
| Лукас Гейдж   | Кэт Кинг        |
| Майкл Бич     | Трагический Мик |
| Джошуа Колли  | Монти           |
| Макс Дженкинс | Кингхэм         |
| Кейтлин Рейли | Литти           |
| Линдси Горт   | Максин          |

### Приглашённые звёзды
| Актёр                | Роль     |
| -------------------- | -------- |
| Кирби Хауэлл-Баптист | Смерть   |
| Донна Престон        | Отчаяние |

## Эпизоды
| № | Название                         | Режиссёр             | Автор сценария                     | Дата премьеры  | Произв. код |
| - | -------------------------------- | -------------------- | ---------------------------------- | -------------- | ----------- |
| 1 | «Дело Кристал Пэлас»             | Ли Толанд Кригер     | Стив Йоки                          | 25 апреля 2024 | T11.10148   |
| 2 | «Дело об одуванчиковом алтаре»   | Глен Уинтер          | Шошана Сачи и Чич Манохар          | 25 апреля 2024 | T12.17652   |
| 3 | «Дело о доме Девлинов»           | Шерил Дунье          | Ян Вайнрайх и Кристи Лоури         | 25 апреля 2024 | T12.17653   |
| 4 | «Дело о прыгунах с маяка»        | Энди Армаганян       | Джошуа Конкел и Кристин Лейн Такер | 25 апреля 2024 | T12.17654   |
| 5 | «Дело о двух мёртвых драконах»   | Аманда Таппинг       | Келли Бреслин и Джереми Кауфман    | 25 апреля 2024 | T12.17655   |
| 6 | «Дело о ползучем лесе»           | Глен Уинтер          | Бет Шварц и Оскар Балдеррама       | 25 апреля 2024 | T12.17656   |
| 7 | «Дело об очень длинной лестнице» | Ричард Спейт-младший | Стив Йоки                          | 25 апреля 2024 | T12.17657   |
| 8 | «Дело о голодной змее»           | Пит Чатмон           | Росс Максвелл                      | 25 апреля 2024 | T12.17658   |

## Критика
На сайте Rotten Tomatoes телесериал получил 93 % «свежести» на основе 41 рецензии кинокритиков. На Metacritic сериал собрал 65 баллов из 100 возможных, на основе 19 рецензий.